# Metanema flavida
Metanema flavida là một loài bướm đêm trong họ Geometridae.